# Парламентські вибори в Польщі 1989
Парламентські вибори у Польщі 1989 року (так звані червневі вибори, вибори до контракту, вибори до контрактного сейму) - парламентські вибори в Польщі, що відбулися 4 і 18 червня 1989 року в результаті та на умовах, узгоджених під час переговорів Круглого столу. У результаті 460 депутатів було обрано до Сейму Польської Народної Республіки та 100 сенаторів до новоствореного Сенату ПНР.
Це були перші частково вільні вибори в історії Польщі після Другої світової війни. Представники недемократичної комуністичної влади Польської Народної Республіки гарантували правлячій "коаліції", включаючи Польську об'єднану робітничу партію  та її супутників, заповнити щонайменше 299 (65%) місць у Сеймі. Решта мандатів в кількості 161-го місця (35%) були призначені для безпартійних кандидатів. Боротьба за ці місця та боротьба за всі сенаторські місця (100) мала відкритий та демократичний характер. Представники різних груп демократичної опозиції також мали право подавати заявки, тоді як кандидати відкрито або неформально підтримували владний табір, представники різних соціальних та професійних організацій та незалежні особи змагалися за ці мандати. Вибори закінчилися рішучою перемогою для солідарної опозиції, організованої навколо Громадянського комітету з Лехом Валенсою. Кандидати, яких підтримував Громадський комітет, виграли всі місця для безпартійних, а також вибороли 99 із 100 місць у Сенаті. У той же час табір влади ПНР зазнав поразки, найбільшою поразкою стала поразка майже всіх кандидатів від так званого національного списку, що охоплює більшість лідерів режиму. У результаті червневих виборів Польща стала першою державою Східний блок, в якому представники демократичної опозиції отримали реальний вплив на здійснення влади. Ці вибори вважаються переломним моментом у процесі політичних змін у Польщі, що започаткувало значне прискорення політичної трансформації.

## Генеза

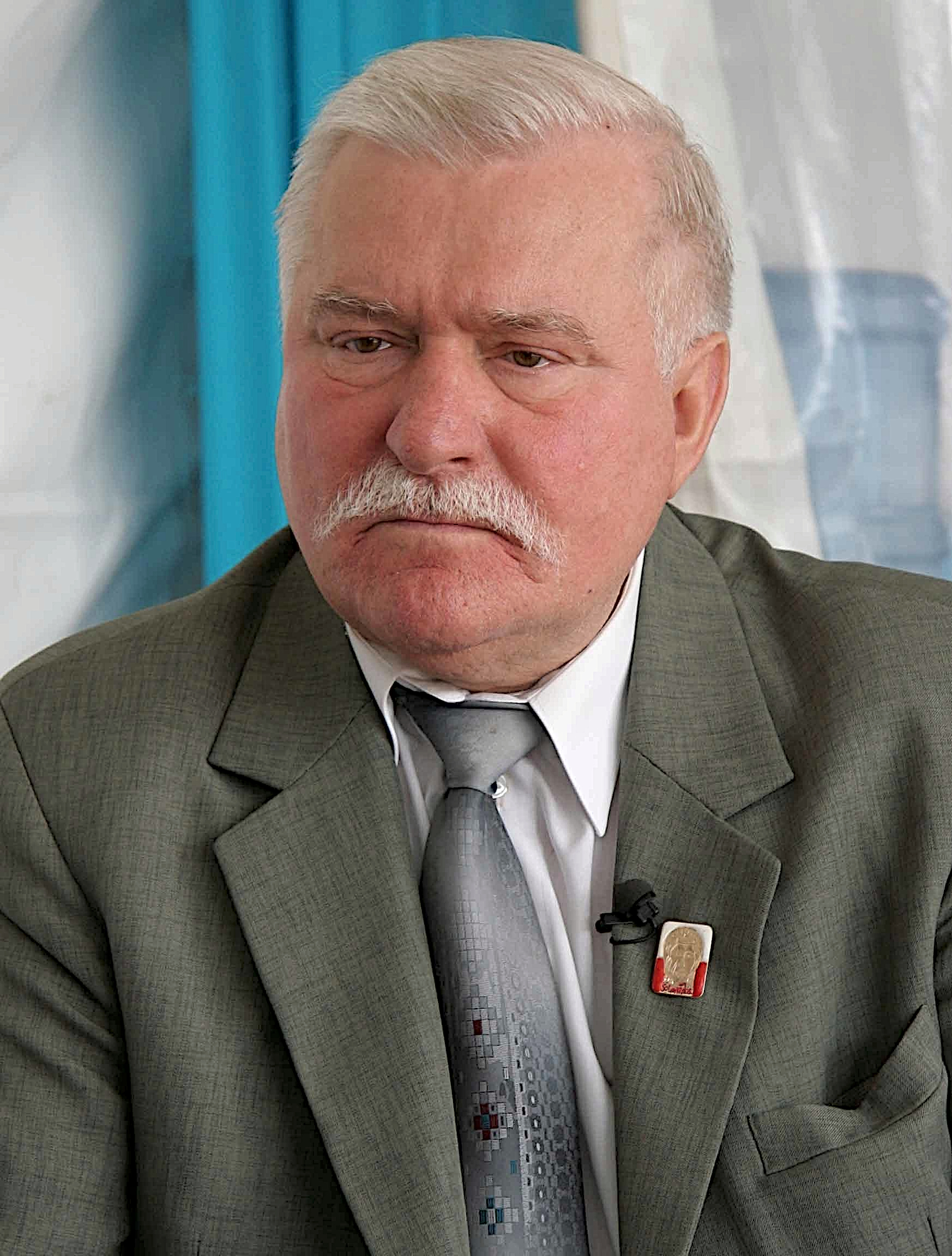
Лех Валенса - лідер солідарної опозиції

Голосування в недемократичній післявоєнній Польщі, яке називали виборами, було регулярним, але мало фасадний характер. Починаючи з 1947 року їх постійним елементом була фальсифікація результатів на користь комуністичної влади, а також відсутність реальної свободи у здійсненні виборчого акту. Владу в країні в цей час здійснювала Комуністична Польська об'єднана робітнича партія, оточена залежними від неї організаціями-сателітами, формально функціонуючи у формі коаліції, що складається з Фронту національної єдності (ФНЄ), а потім Патріотичного руху національного відродження. Офіційні результати проведених на той час «виборів» оголосили нищівну перемогу силового табору майже при повній явці. Наприклад, 98,87% тих, хто отримав право, повинні були брати участь у голосуванні в Сеймі в 1980 році, з яких аж 99,52% мали підтримати кандидатів ФНЄ. Коли в 1985 році було домовлено про заповнення 50 місць з так званого національного списку, окремі кандидати, розміщені в ньому (загалом 50), мали отримати підтримку на рівні 97-98%.
У середині 80-х років почала значно посилюватися економічна криза в країнах Східного блоку, як в СРСР, так і в країнах-супутниках, в тому числі в ПНР. Це було пов’язано з погіршенням настроїв населення, яке влада Польщі невдало намагалася пом’якшити, наприклад, оголосивши амністію в 1986 році, яка звільнила більшість політичних в'язнів. Також у 1986 році Лех Валенса призначив громадську Тимчасову раду Незале́жної самовря́дної професі́йної спі́лки «Солідарність» - очолювану ним незалежну від комуністів профспілку, утворену в 1980 році за серпневими угодами та заборонену в 1981 році. У зв'язку із введенням воєнного стану. Незважаючи на громадську активність, «Солідарність» все ще трактувалася комуністами як незаконна організація. У 1987 році уряд почав просувати так званий другий етап економічної реформи, організовуючи референдум, що містив відносно розпливчасті питання щодо підтримки "програми радикального оздоровлення економіки" та "моделі глибокої демократизації", що закінчилася розгромом табору влади.
1 лютого 1988 року було досягнуто найвище приблизно за шість років зростання цін. 25 квітня розпочалися страйки у Бидгощу. Незабаром по всій країні почали вибухати протести, викликані соціальним невдоволенням викликаним внаслідок постійно погіршення економічної ситуації та поганої політичної ситуації. Поки перші протестувальники вимагали лише підвищення заробітної плати, наступні страйкарі почали проголошувати вимоги відновити звільнених працівників через їх опозиційну діяльність. Незабаром однією з головних вимог стала повторна легалізація «Солідарності». Страйки були несподіванкою як для комуністичної влади, так і для солідарної опозиції, їх наступна хвиля спалахнула 15 серпня 1988 року в силезьких шахтах. Ця ситуація сприяла спробам вступити в переговори з комуністами - така діяльність триває з 20 серпня. 26 серпня міністр внутрішніх справ Чеслав Кіщак з ПОРП висловив готовність вступити в діалог з опозицією. Його перша зустріч з Лехом Валенсою відбулася 31 серпня, після цих переговорів лідер "Солідарності" закликав припинити страйки. Відтоді були проведені подальші зустрічі опозиції з представниками влади.
18 грудня було призначено Громадський комітет при голові Незале́жної самовря́дної професі́йної спі́лки «Солідарність», основу якого складали прихильники компромісних рішень. Ще до його створення, 30 листопада 1988 року, відбулись теледебати між Лехом Валенсою та головою Загальнопольського альянсу профспілок Альфредом Мйодовичем, що зміцнило популярність Леха Валенси в суспільстві. У грудні 1988 року на 10-му Пленумі Центрального комітету Польської об'єднаної робітничої партії партійні активісти прийняли концепцію початку переговорів із "Солідарністю". У січні 1989 року Національний виконавчий комітет «Солідарності» призначив групу координаторів для організації переговорів. Консультації круглого столу з представниками церков тривали з 6 лютого по 5 квітня 1989 року.
В результаті було прийнято низку рішень в окремих сферах, включаючи зміни до виборчої системи та проведенню нових парламентських виборів, призначення посади Президента ПНР та ліквідацію Державної Ради, створення Сенату ПНР. Було домовлено, що 65% місць у Сеймі припадає на представників Польська об'єднана робітнича партія, Об'єднана народна партія, Демократична партія та конфесійних християнських провладних партій, тоді як лише кандидати, що не є партіями, матимуть право претендувати на решту 35%. Однак вибори до Сенату мали бути повністю вільними.
Реалізовуючи  договори Круглого столу, 7 квітня 1989 року Сейм Польської Народної Республіки вніс зміни в Конституцію Польської Народної Республіки. Того ж дня прийняв виборчі положення для сейму Польської Народної Республіки та для Сенату Польської Народної Республіки. 13 квітня 1989 року Державна рада прийняла постанову про наказ про вибори до обох палат парламенту на 4 червня 1989 року, визначивши 18 червня 1989 року дату другого голосування. Таким чином, були скасовані положення попереднього закону про виборче законодавство від травня 1985 року, згідно з яким вибори до Сейму ПНР 10-го терміну повинні відбуватися між жовтнем та груднем 1989 року (протягом двох місяців після 12 жовтня 1989 року, коли мала минути 9-а каденція).
17 квітня Верховний Суд знову зареєстрував «Солідарність», а 20 квітня - також «Солідарність» окремих фермерів. 13 квітня 1989 року Державна рада ухвалила резолюцію про призначення 21-членної Національної виборчої комісії, до складу якої також входили представники Громадянського комітету. Як наслідок, НВК, відповідальна за технічну організацію виборів, стала зрештою першим державним органом у Польщі з плюралістичним складом членів. Головою комісії був президент Конституційного трибуналу - Альфонс Клафковський.

## Виборчий кодекс
| Групування                           | Округи | Нац. виб.сп. | Разом | %    |
| ------------------------------------ | ------ | ------------ | ----- | ---- |
| Польська об'єднана робітнича партія  | 156    | 17           | 173   | 37.6 |
| Об'єднана народна партія             | 67     | 9            | 76    | 16.5 |
| Демократична партія                  | 24     | 3            | 27    | 5.9  |
| Товариство "Пакс"                    | 7      | 3            | 10    | 2.2  |
| Християнсько-суспільна Унія          | 6      | 2            | 8     | 1.7  |
| Польський католицько-соціальний союз | 4      | 1            | 5     | 1.1  |
| Коаліція                             | 264    | 35           | 299   | 65.0 |
| Безпартійні                          | 161    | 0            | 161   | 35,0 |
| Разом                                | 425    | 35           | 460   | 100  |

### Загальні правила виборів до Сейму Польської Народної Республіки
Новий виборчий закон польського сейму враховував принципи універсальності, рівності, прямоти та секретності голосування. Він передбачав, що депутати обираються за виборчими округами та за національним виборчим списком. Виборчий округ мав охоплювати воєводство або його частину, залежно від населення обиралося від двох до п’яти депутатів. Виборець робив окремий вибір на кожне з двох, трьох, чотирьох чи п’яти місць у своєму виборчому окрузі, при цьому за кожний мандат (із заздалегідь визначеною метою) боролася інша група кандидатів, розміщена на окремому бюлетені . Закон про вибори, безпосередньо посилаючись на висновки Круглого столу, залишив його на Державній раді для визначення меж виборчих округів, кількості обраних у них депутатів та мети кожного з місць. Однак наказував він присвоїти принаймні один мандат безпартійним кандидатам у кожному виборчому окрузі.
Право пропонувати кандидатів у депутати було надано вищим та провінційним органам коаліційних організацій, тобто підписантам Патріотичного руху за національне відродження (представникам Польської об'єднаної робітничої партії, Об'єднаного народної партії, Демократичної партії, Товариства "Пакс", Християнсько-соціального союзу та Польського католицько-соціального союзу). Крім того, повноваження такі отримали вищі та воєвудські органи влади соціальних та професійних організацій загальнодержавного охоплення, що підтверджують зголошення щонайменше 3 000 підписів виборців, а також групи не менше 3000 виборців з даного округу. Законодавчий проект викликав сумніви щодо можливості висування кандидатів через кооперативні організації. Національна виборча комісія відкинула цю можливість під час голосування ще на етапі реєстрації, що призвело до численних виборчих протестів. З іншого боку, виборчі комісії зобов’язані були зареєструвати всіх членів урядових груп, які, незважаючи на відсутність офіційної підтримки зі сторони їх утворення, отримали підтримку відповідної організації або зібрали необхідну кількість підписів.
Голосування проходило між 6:00 та 22:00 (як на виборах до Сенату). Для того, щоб віддати дійсний голос за певного кандидата у виборчому окрузі, решта осіб повинна була бути усунена (вилучення всіх кандидатів також означало, що було проведено дійсне голосування). Обраним на посаду посла в межах даного мандату ставав той кандидат, який отримував більше ніж половину дійсних голосів. У випадку недостатнього отримання такої більшості, передбачено повторне голосування за участі двох кандидатів з по порядку найбільшою кількістю голосів (або більшої кількості кандидатів у разі проблем із визначенням черговості). У другому турі на посаду посла обирався кандидат, який отримував більшу кількість голосів від свого конкурента (вже без вимоги отримати абсолютну більшість дійсних голосів).

Генерал Чеслав Кіщак, міністр внутрішніх справ та один з лідерів ПОРП, невдало висунутий із національного списку

### Національний виборчий список
З національного виборчого списку повинні були бути заповнені не більше 10% мандатів. Лідери «Солідарності» не прийняли пропозицію комуністів поповнити деякі місця. Остаточно Державна рада визначила, що від національного виборчого списку буде обрано 35 послів. Право на подання національного виборчого списку було надано лише за згодою вищих органів влади Польської об'єднаної робітничої партії, Об'єднаного народної партії, Демократичної партії, Товариства "Пакс", Християнсько-соціального союзу та Польського католицько-соціального союзу та ПРОН. Послами повинні бути стати кандидати, які отримали більше половини дійсних голосів, при цьому голосування «за» даною особою, нвідбувалось через незакреслення його прізвище. Закон не містив жодних положень, що передбачають подальше поводження у випадку, якщо деякі місця не будуть заповнені в першому турі голосування. Означало це, що команда Войцеха Ярузельського не передбачала можливості поразки кандидатів у національному списку.

### Виборчі округи до Сейму ПНР
13 квітня 1989 року Державна рада встановила межі на 108 виборчих округів для виборів до Сейму, а також кількість, номери та призначення мандатів, пронумерованих від 1 до 425 в цих округах. Це рішення було виправлено постановою від 21 квітня 1989 року.
| Nr  | Виборчий округ          | Кількість мандатів | Призначення мандатів                  |
| --- | ----------------------- | ------------------ | ------------------------------------- |
| 1   | Варшава-Середмістя      | 2                  | ПОРП 1, безп. 1                       |
| 2   | Варшава-Мокотув         | 5                  | ПОРП 2, ДС 1, „Пакс” 1, безп. 1       |
| 3   | Варшава-Охота           | 4                  | ПОРП 2, ZSL 1, bezp. 1                |
| 4   | Варшава-Воля            | 4                  | ПОРП 2, bezp. 2                       |
| 5   | Варшава-Жолібож         | 2                  | PZPR 1, bezp. 1                       |
| 6   | Варшава-Прага-Пулноц    | 5                  | ПОРП 2, ОНП 2, ПКСС 1, безп. 1        |
| 7   | Варшава-Прага-Полуднє   | 5                  | ПОРП 3, bezp. 2                       |
| 8   | Біла Підляська          | 3                  | ПОРП 1, ZSL 1, bezp. 1                |
| 9   | Білосток                | 4                  | ПОРП 1, ZSL 1, SD 1, bezp. 1          |
| 10  | Більськ-Підляський      | 4                  | ПОРП 1, ZSL 1, UChS 1, bezp. 1        |
| 11  | Бельсько-Бяла           | 5                  | ПОРП 2, SD 1, bezp. 2                 |
| 12  | Андрихув                | 5                  | ПОРП 2, ZSL 1, bezp. 2                |
| 13  | Бидгощ                  | 4                  | ПОРП 2, UChS 1, bezp. 1               |
| 14  | Хойніце                 | 4                  | ПОРП 1, ZSL 1, SD 1, bezp. 1          |
| 15  | Іновроцлав              | 4                  | ПОРП 1, ZSL 1, bezp. 2                |
| 16  | Холм                    | 3                  | ПОРП 1, ZSL 1, bezp. 1                |
| 17  | Цеханув                 | 5                  | ПОРП 2, ZSL 1, UChS 1, bezp. 1        |
| 18  | Ченстохова              | 5                  | ПОРП 2, SD 1, PZKS 1, bezp. 1         |
| 19  | Люблінець               | 4                  | ПОРП 1, ZSL 1, bezp. 2                |
| 20  | Ельблонг                | 5                  | ПОРП 2, ZSL 1, SD 1, bezp. 1          |
| 21  | Гданськ                 | 5                  | ПОРП 2, SD 1, bezp. 2                 |
| 22  | Гдиня                   | 4                  | ПОРП 1, PZKS 1, bezp. 2               |
| 23  | Тчев                    | 4                  | ПОРП 2, ZSL 1, bezp. 1                |
| 24  | Вейгерово               | 3                  | ПОРП 1, ZSL 1, bezp. 1                |
| 25  | Ґожув-Велькопольський   | 4                  | ПОРП 1, ZSL 1, bezp. 2                |
| 26  | Хощно                   | 2                  | ПОРП 1, bezp. 1                       |
| 27  | Єленя-Ґура              | 3                  | ПОРП 1, ZSL 1, bezp. 1                |
| 28  | Болеславець             | 3                  | ПОРП 1, bezp. 2                       |
| 29  | Каліш                   | 3                  | ПОРП 1, bezp. 2                       |
| 30  | Острув-Велькопольський  | 3                  | ПОРП 1, ZSL 1, bezp. 1                |
| 31  | Кемпно                  | 2                  | ZSL 1, bezp. 1                        |
| 32  | Катовиці                | 5                  | ПОРП 2, SD 1, „Pax” 1, bezp. 1        |
| 33  | Сосновець               | 4                  | ПОРП 2, SD 1, bezp. 2                 |
| 34  | Явожно                  | 3                  | ПОРП 2, bezp. 1                       |
| 35  | Домброва-Гурнича        | 4                  | ПОРП 2, ZSL 1, bezp. 1                |
| 36  | Битом                   | 5                  | ПОРП 2, bezp. 3                       |
| 37  | Глівіце                 | 5                  | ПОРП 3, bezp. 2                       |
| 38  | Хожув                   | 5                  | ПОРП 3, PZKS 1, bezp. 1               |
| 39  | Тихи                    | 5                  | ПОРП 2, bezp. 3                       |
| 40  | Рибник                  | 4                  | ПОРП 2, bezp. 2                       |
| 41  | Водзіслав-Шльонський    | 4                  | ПОРП 1, ZSL 1, bezp. 2                |
| 42  | Кельці                  | 5                  | ПОРП 1, ZSL 1, SD 1, bezp. 2          |
| 43  | Скаржисько-Каменна      | 4                  | ПОРП 2, bezp. 2                       |
| 44  | Пінчів                  | 4                  | ПОРП 1, ZSL 1, bezp. 2                |
| 45  | Конін                   | 5                  | ПОРП 2, ZSL 1, bezp. 2                |
| 46  | Кошалін                 | 3                  | ПОРП 2, bezp. 1                       |
| 47  | Щецинек                 | 3                  | ПОРП 1, ZSL 1, bezp. 1                |
| 48  | Краків-Середмістя       | 4                  | ПОРП 2, ZSL 1, bezp. 1                |
| 49  | Краків-Нова Гута        | 5                  | ПОРП 1, ZSL 1, „Pax” 1, bezp. 2       |
| 50  | Краків-Подгуже          | 5                  | ПОРП 2, SD 1, bezp. 2                 |
| 51  | Коросно                 | 5                  | ПОРП 2, ZSL 1, bezp. 2                |
| 52  | Легниця                 | 3                  | ПОРП 1, ZSL 1, bezp. 1                |
| 53  | Люблін                  | 3                  | ПОРП 1, bezp. 2                       |
| 54  | Лешно                   | 4                  | ПОРП 1, ZSL 1, bezp. 2                |
| 55  | Люблін                  | 5                  | PZPR 1, ZSL 1, SD 1, „Pax” 1, bezp. 1 |
| 56  | Красник                 | 2                  | PZPR 1, bezp. 1                       |
| 57  | Пулави                  | 2                  | PZPR 1, bezp. 1                       |
| 58  | Любартів                | 2                  | ZSL 1, bezp. 1                        |
| 59  | Ломжа                   | 4                  | PZPR 1, ZSL 1, bezp. 2                |
| 60  | Лодзь-Балути            | 4                  | PZPR 2, „Pax” 1, bezp. 1              |
| 61  | Лодзь-Середмістя        | 4                  | PZPR 2, SD 1, bezp. 1                 |
| 62  | Лодзь-Гурна             | 3                  | PZPR 1, bezp. 2                       |
| 63  | Лодзь-Відзев            | 2                  | ZSL 1, bezp. 1                        |
| 64  | Новий Сонч              | 5                  | PZPR 2, ZSL 1, UChS 1, bezp. 1        |
| 65  | Новий Торг              | 2                  | SD 1, bezp. 2                         |
| 66  | Біскупець               | 3                  | PZPR 1, ZSL 1, bezp. 1                |
| 67  | Ольштин                 | 5                  | PZPR 1, ZSL 1, SD 1, bezp. 2          |
| 68  | Ополе                   | 5                  | PZPR 2, ZSL 1, SD 1, bezp. 1          |
| 69  | Кендзежин-Козле         | 4                  | PZPR 1, ZSL 1, UChS 1, bezp. 1        |
| 70  | Бжеґ                    | 2                  | PZPR 1, bezp. 1                       |
| 71  | Остроленка              | 4                  | PZPR 1, ZSL 1, bezp. 2                |
| 72  | Піла                    | 5                  | PZPR 2, ZSL 1, bezp. 2                |
| 73  | Пйотркув-Трибунальський | 4                  | PZPR 2, bezp. 2                       |
| 74  | Белхатів                | 3                  | PZPR 1, ZSL 1, bezp. 1                |
| 75  | Плоцьк                  | 3                  | PZPR 1, bezp. 2                       |
| 76  | Кутно                   | 3                  | PZPR 1, ZSL 1, bezp. 1                |
| 77  | Познань-Грунвальд       | 5                  | PZPR 2, ZSL 1, bezp. 2                |
| 78  | Познань-Нове Място      | 5                  | PZPR 2, SD 1, „Pax” 1, bezp. 1        |
| 79  | Познань-Старе Място     | 5                  | PZPR 2, ZSL 1, bezp. 2                |
| 80  | Перемишль               | 5                  | PZPR 2, ZSL 1, bezp. 2                |
| 81  | Радом                   | 5                  | PZPR 2, ZSL 1, SD 1, bezp. 1          |
| 82  | Білобжегі               | 3                  | PZPR 1, ZSL 1, bezp. 1                |
| 83  | Ряшів                   | 5                  | PZPR 2, ZSL 1, SD 1, bezp. 1          |
| 84  | Мелець                  | 3                  | PZPR 1, ZSL 1, bezp. 1                |
| 85  | Гарволін                | 4                  | PZPR 1, ZSL 1, bezp. 2                |
| 86  | Седльці                 | 3                  | PZPR 1, ZSL 1, bezp. 1                |
| 87  | Серадз                  | 5                  | PZPR 1, ZSL 1, bezp. 3                |
| 88  | Скерневиці              | 5                  | PZPR 2, ZSL 1, bezp. 2                |
| 89  | Слупськ                 | 5                  | PZPR 2, ZSL 1, bezp. 2                |
| 90  | Сувалки                 | 5                  | PZPR 2, ZSL 1, bezp. 2                |
| 91  | Щецин                   | 5                  | PZPR 2, SD 1, bezp. 2                 |
| 92  | Свіноуйсьце             | 3                  | PZPR 1, ZSL 1, bezp. 1                |
| 93  | Страград Щецинський     | 3                  | PZPR 1, ZSL 1, bezp. 1                |
| 94  | Тарнобжег               | 4                  | PZPR 1, ZSL 1, bezp. 2                |
| 95  | Стальова Воля           | 3                  | PZPR 1, bezp. 2                       |
| 96  | Тарнів                  | 4                  | PZPR 1, ZSL 1, bezp. 2                |
| 97  | Дембиця                 | 3                  | PZPR 1, ZSL 1, bezp. 1                |
| 98  | Торунь                  | 4                  | PZPR 1, „Pax” 1, bezp. 2              |
| 99  | Грудзьондз              | 3                  | PZPR 1, ZSL 1, bezp. 1                |
| 100 | Валбжих                 | 4                  | PZPR 2, ZSL 1, bezp. 1                |
| 101 | Свідниця                | 4                  | PZPR 1, SD 1, bezp. 2                 |
| 102 | Влоцлавек               | 5                  | PZPR 2, ZSL 1, SD 1, bezp. 1          |
| 103 | Вроцлав-Псє Поле        | 5                  | PZPR 2, ZSL 1, bezp. 2                |
| 104 | Вроцлав-Фабрична        | 4                  | PZPR 2, UChS 1, bezp. 1               |
| 105 | Вроцлав-Кшикі           | 4                  | PZPR 1, ZSL 1, SD 1, bezp. 1          |
| 106 | Замостя                 | 5                  | PZPR 2, ZSL 1, bezp. 2                |
| 107 | Зелена Гура             | 4                  | PZPR 1, ZSL 1, SD 1, bezp. 1          |
| 108 | Жари                    | 3                  | PZPR 1, bezp. 2                       |

### Виборчий закон для Сенату ПНР
| Хронологія   | Хронологія |
| 1988 рік     | 1988 рік |
| ------------ | --- |
| 25 квітня    | Страйк працівників Гута Мєйска у Бидгощі ініціює хвилю страйків та протестів, під час яких повідомляються про вимоги про повторну легалізацію "Солідарності". |
| 31 серпня    | Перша зустріч Леха Валенси з Чеславом Кіщаком була присвячена початку переговорів |
| 16 вересня   | Перша із зустрічей громад та уряду в Магдаленці; згода розпочати переговори за Круглим столом |
| 27 вересня   | Мечислав Раковський обіймає посаду прем'єр-міністра, замінюючи Збігнева Месснера |
| 30 листопада | Телевізійні дебати Леха Валенси з Альфредом Мйодовичем |
| 18 грудня    | Призначення Громадського комітету при голові НСПС "Солідарність" |
| 20-21 грудня | 10-й Пленум ЦК ПОРП вирішує розпочати переговори за Круглим столом |
| 1989 рік     | |
| 10 січня     | Національний виконавчий комітет солідарності призначає групу координаторів для переговорів за круглим столом |
| 6 лютого     | Початок круглого столу в Палаці губернаторів у Варшаві |
| 5 квітня     | Офіційне завершення зустрічі; домовленості, серед інших реєстрація НСПС "Солідарність", встановлення посади президента замість Державної ради, призначення Сенату, проведення контрактних виборів - частково безкоштовно для Сейму з пулом 35% місць, доступних для безпартійних та цілком вільних кандидатів до Сенату |
| 7 квітня     | Сейм приймає поправку до Конституції Польської Народної Республіки та приймає виборчі положення для обох палат парламенту; зміни відповідають узгодженню, проведеному на Круглому столі |
| 12 квітня    | Створення Національної виборчої комісії |
| 17 квітня    | Реєстрація "Солідарності" |
| 23 квітня    | Затвердження списку кандидатів у сейм та сенат Громадським комітетом |
| 8 травня     | З'являється перший випуск " Газети Виборчої " |
| 12 травня    | Національна виборча комісія публікує Національний виборчий список |
| 2 червня     | В тиражі 400 тисяч примірників з'являються відновлений через вісім років " тижневик "Солідарність" |
| 4 червня     | Перший тур червневих виборів. Кандидати "Солідарності" здобувають 160 із 161 місця в Сеймі та 92 із 100 місць у Сенаті. Правляча коаліція з парламентських округів представляє лише трьох осіб. 33 з 35 кандидатів у національному списку зазнають поразки                                                              |
| 6 червня     | Зустріч представників опозиції, Польської об'єднаної робітничої партії та католицької церкви; підтвердження узгодженого розподілу місць |
| 18 червня    | Другий тур червневих виборів. Опозиція здобуває останнє можливе місце в Сеймі та сім з восьми подальших місць у Сенаті |
| 23 червня    | Створений Парламентський клуб громадян, що має 260 членів, очолює Броніслав Геремек |
| 3 липня      | У "Газеті Виборчій" Адам Міхник публікує статтю Ваш президент, наш прем'єр-міністр |
| 4 липня      | Урочисті засідання обох палат парламенту. Міколай Козакевич (ОНП) стає маршалком Сейму, Анджей Стельмаховський (ОКП) маршалком Сенату |
| 19 липня     | Національна Асамблея обирає Войцеха Ярузельського президентом Народної Республіки Польща з перевагою в один голос (270 голосів «за», 233 «проти» та 34 «утримались»). |
| 14 серпня    | Через два тижні Чеслав Кіщак з ПОРП оголошує про відставку з місії формування уряду |
| 24 серпня    | Сейм призначає кандидата "Солідарності" на посаду прем'єр-міністра |
| 12 вересня   | Нижня палата парламенту затверджує уряд Тадеуша Мазовецького |
| 15 листопада | Виступ Леха Валенси в Конгресі США |
| 29 грудня    | Поправки до Конституції Польської Народної Республіки, відновлення назви держави Республіка Польща, виключення положень про керівну роль партії та польсько-радянського союзу |
| 1990 рік     | |
| 27-29 січня  | Останній з'їзд ПОРП оголошує рішення про розпуск партії |

Закон передбачав обрання 100 сенаторів у 49 виборчих округах, що охоплюють територію окремих воєводств. Принцип полягав у відборі двох сенаторів у даному окрузі, лише у Варшавському та Катовицькому воєводствах було прийнято відбір трьох сенаторів.
Як визначив Круглий стіл, вибори до Сенату були повністю вільними. Право пропонувати кандидатів у сенатори в усіх округах було надано загальним та провінційним органам національних політичних, соціальних та професійних організацій, які підтвердили заяву з підписами не менше 3000 виборців, а також група не менше 3000 виборців з даного округу. Списки кандидатів були відсортовані за алфавітом . Голосування відбувалось шляхом  надання голосу, не викреслюючи прізвищ кандидатів, які підтримувалося (не більше ніж кількість місць у виборчому окрузі) та викреслення прізвищ решти кандидатів (видалення всіх кандидатів також означає подання дійсного голосу). Місця в сенаті отримали, відповідно, два або три кандидати, які отримали найбільш дійсні голоси і одночасно більше половини дійсних голосів. Якщо всі місця в певному окрузі не були заповнені таким чином, відбувалося друге голосування з найбільшою кількістю голосів (або більшою кількістю кандидатів у разі проблем із встановленням порядку) кількістю удвічі більше, ніж кількість вільних місць. У другому турі мандати припадали тій кількості кандидатів, скільки місць було незайнятих відповідно до порядку подання голосів (без вимоги отримати абсолютної більшості дійсних голосів).

## Реєстрація кандидатів та виборча кампанія

### Громадянський комітет "Солідарність"
7 квітня 1989 року кандидати виборчої кампанії «Солідарності» вирішили доручити Громадському комітету передвиборну кампанію та розширити формулу, створивши регіональні комітети. Основним завданням ГК, що використовував фінансовий резерв та логотип профспілки, стала підготовка списку кандидатів у сенат та на вільні депутатські місця. На засіданні 8 квітня було прийнято рішення не розділяти голоси та висуванню лише одного кандидата на кожне вільне місце. Завдання рекомендувати кандидатів було покладено на нові регіональні структури. Одночасно була підготовлена національна група імен, яка використовувалася, особливо у випадку проблем із отриманням сильних кандидатів в окремих воєводствах. Як наслідок, деякі популярні кандидати від так званого центрального пулу були висунуті у менш задіяних центрах (наприклад, Броніслав Геремек у Сувалках, Зофія Куратовська у Новому Сончі та Адам Міхнік у Битомі). На тлі складання списків у кількох воєводствах виникли значні конфлікти у середовищі солідарності (серед інших у Лодзі, Радомі та Бидгощі). В деяких випадках думка Католицької Церкви також враховувалася - траплялося, що місцеве духовенство (з різними результатами) намагалося вплинути на висування чи відсторонення даної людини. Нарешті, на засіданні 23 квітня Громадянський комітет затвердив увесь список своїх представників на виборах до Сейму та Сенату. Його було оприлюднено 8 травня в першому номері Газети Виборчої.
Кандидатів, яких підтримує "Солідарність", називали "командою Валенси". Серед них були активісти «Солідарності» та «Солідарності» Індивідуальних Фермерів, члени Громадянського комітету, учасники Круглого Столу, «Декани», Руху Мир та свобода, Конгресу лібералів, Польської соціалістичної партії, окремих представників Союзу Реальної Політики та Партія Праці або Рух Молодої Польщі. Представлене було професорське середовище (наприклад, ректор Варшавського університету Ґжегож Бялковський), середовище юристів (напр. Мацей Беднаркевич), ветеранів (напр. Стефан Бембінський), творче (в т.ч. Густав Холоубек та Анджей Вайда), а також католицькі, зокрема Клуб Католицької інтелігенції.
Тадеуш Мазовецький та Александр Халл подали у відставку на початку виборів, мотивуючи це відхиленням ГК від постулату згоди з іншими опозиційними групами (наприклад, Войовничу Солідарністю). Вирішила не балатуватися група відомих профспілкових лідерів (Богдан Борусевич, Збігнев Буяк та Владислав Фрасинюк), які мали намір зосередитись на роботі в структурах "Солідарності". Також Лех Валенса, незважаючи на різні звернення численних членів ГК, відмовився подавати заяву на місце в парламенті, заявивши, що "є інші, які краще підходять для цієї ролі".

### ПОРП та коаліційна партія
У березні Політичне бюро Центрального комітету PZPR схвалило створення коаліційного Центрального координаційного виборчого комітету. У квітні було створено Центральний виборчий штаб для програмування політичної кампанії та дослідження електоральних настроїв .
Національний виборчий список, ефективно організований на центральному рівні, був оголошений Національною виборчою комісією 12 травня 1989 року. Кандидатів представлено як представників різноманітного спектру політичних, соціальних, культурних, самоврядування та наукових груп, але насправді всі претенденти тісно представляли правлячі табірні групи. Наприклад, колишній секретар Центрального комітету ПОРП Станіслав Канія був представлений як активіст місцевого самоврядування, а заступник голови Державної Ради та колишній віце-прем'єр-міністр Казимир Барціковський - представник кооперативного середовища. Войцех Ярузельський, тодішній перший секретар Центрального комітету Польської об'єднаної робітничої партії та голова Державної ради, не був серед кандидатів - він повинен був зайняти новостворену посаду президента ПНР. У цьому списку входять решта керівників комуністичної партії (включаючи прем'єр-міністра Мечислава Раковського, міністрів внутрішніх справ Чеслава Кіщака та національної оборони Флоріана Сівіцького, трьох секретарів ЦК), лідерів ОНП (включаючи голову партії та спікера Сейму Романа Малиновського та віце-прем'єр-міністра Казімежа Олесяка), голови: ДС (Єжи Южв'яка ), Асоціація "Пакс" (Зенона Комендера), ХСС (Казімєж Моравський), ПКСС (Веслав Ґвіждж), представники ліцензованих жіночих, профспілкових та сільськогосподарських організацій, а також декілька професорів та художників, які підтримують правлячий табір.
Вибір кандидатів у депутати по округах виявився більшою проблемою. У березні Політичне бюро виступило за високий ступінь незалежності воєводських комітетів, а у квітні рекомендувало зосередити партійні сили та уникати їхнього розпорошення на надто велику кількість людей. Передача ініціативи регіонам, а також прийом кандидатів від партії на вибори, які отримають рекомендацію соціальної чи професійної організації або зберуть щонайменше 3000 підписи виборців у певному виборчому окрузі (відповідно до статті 41 Виборчого кодексу до Сейму Польської Народної Республіки) призвели до того, що врешті-решт у виборчих округах, призначених для комуністичної партії, було близько 680 осіб. Крім того, згідно із Законом, список претендентів на кожен мандат був відсортований за алфавітом замість застосованих до цього пільгового порядку. Більшість із них були висунуті партійною владою (близько 430) та організаціями (приблизно 150), інші (приблизно 100) змагалися без такої рекомендації. Десятки з них, як правило, з останніх двох груп, вважалися симпатиками "Солідарності". Що стосується організацій-сателітів, режим відбору кандидатів був схожим, більшість із них були рекомендовані владою цих груп. На 67 мандатів ОНП були висунуті 284 особи, тоді як 24 кандидати ДС змагалися за 84 місця. Ліцензовані християнські товариства демонстрували більшу дисципліну, видаючи в більшості випадків по 2 представники на кожен мандат .
Крім винятків, коаліція не змогла домовитись про кандидатів у сенатори. Нарешті, із 558 претендентів на верхню палату парламенту, зареєстровані виборчими комісіями, правлячим табором було висунуто 416 осіб (членів партії та безпартійних) - у тому числі і сама ПОРП рекомендувала 186 членів.

### Інші кандидати
ПОРП також вирішила боротися за депутатські місця за безпартійних кандидатів. У цих районах рекомендували майже 320 осіб. Більшість із них приховували зв’язки з партією, хоча були винятки - наприклад, такий мандат прагнув отримати речник уряду Єжи Урбан. Індивідуальних кандидатів рекомендували окремі групи-сателіти. Близько 70 соціальних чи професійних організацій висунули своїх представників (більшість Польської жіночої ліги, Союз соціалістичної польської молоді, Фермерське коло) - більшість експонованих осіб також були пов'язані з табором влади.
Деякі з опозиційних та політичних кіл, що залишилися поза ГК "Солідарність", також скористалися домовленостями, узгодженими за Круглим столом. Понад 20 кандидатів в обидві палати парламенту було видано Конфедерацією незалежної Польщі, переговори з Громадським комітетом про співпрацю якої закінчилися невдачею. Членами були також представники Робочої групи Національної комісії "Солідарність" (на противагу створеній профспілкою Леха Валенси, зібраної навколо Анджея Ґвязди та Маряна Юрчика), Союзу реальної політики Януша Корвіна-Мікке та Руху вільних демократів Кароля Глоговського. Також виступила велика кількість незалежних кандидатів, серед яких були католицькі активісти (Ришард Бендер, Януш Заблоцький, Генріх Горишевський) та лідер " Оранжевої альтернативи " Вальдемар Фидрич. Відомі опозиціонери були в конфлікті з "Солідарністю", зокрема Владислав Сіла-Новицький та Казимир Сьвітонь. Останні два конкурували відповідно з Яцеком Куроном та Адамом Міхніком, рекомендованим ГК "Солідарність". Інколи такі кандидати просували духовенство - найвідомішою справою була явна підтримка єпископа Едуарда Матерського для Яна Пайонка, конткандидата Яна Юзефа Ліпського від ГК.
З іншого боку, найбільш екстремальні опозиційні групи, включаючи Войовничу Солідарність, Федерацію войовничої молоді, Ліберально-демократичну партію "Незалежність" та ППС-Демократична революція, закликали бойкотувати вибори.

### Передвиборча кампанія ГК"Солідарність"

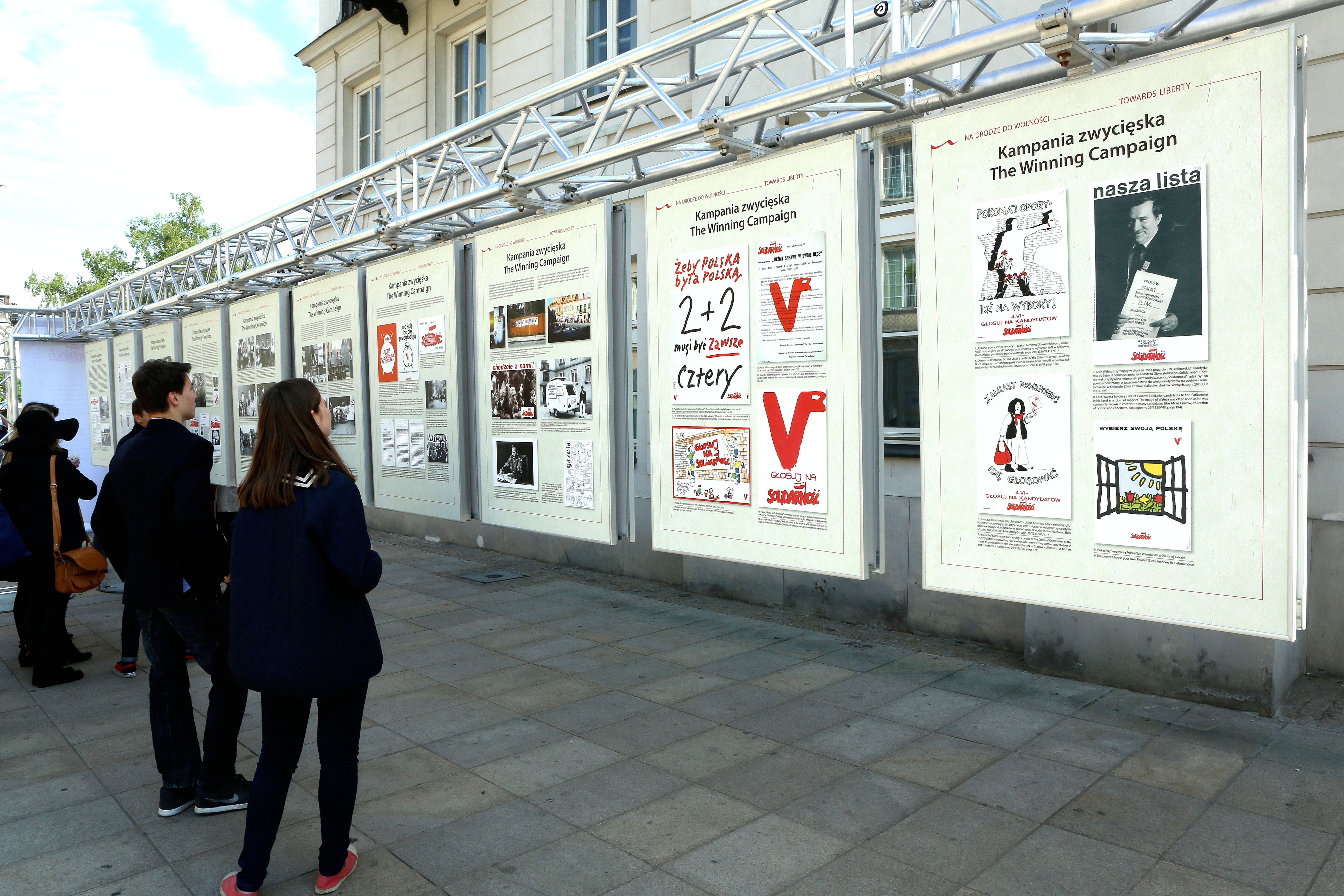
Фрагмент виставки "На шляху до свободи", присвяченої передвиборчій кампанії ГК "Солідарність" 1989 року перед Палацом Президента у Варшаві (2014)

Виборча кампанія, проведена Громадським комітетом, отримала широке визнання як організована та динамічна. ГК наголошував на ролі командної роботи та дій у колективі, чого проявом стало висування по одному кандидату на кожен мандат та їх промоція. Використовувались визнання та популярність Леха Валенси - переважна більшість кандидатів сфотографувалися разом із лідером "Солідарності", ці фотографії розміщені на плакатах Еразма Ціолка. Масово організовувані передвиборчі збори відігравали важливу роль в парафіях, лікарнях, кінотеатрах чи пожежних пунктах, користуючись великим інтересом громадян. Численні представники мистецьких кіл, зокрема популярні кіно- та сценічні особистості, що виступали на виборчих зборах з кандидатами в ГК, активно брали участь в опозиційній кампанії. Паради, організовані 1 травня з нагоди Дня праці, використовувались для публічного виявлення поглядів "Солідарності", організовувались гуляння, пов’язані з розповсюдженням преси та незалежних видавництв. Кампанію підтримали художники з міжнародною популярністю, напр. Джейн Фонда, Настасія Кінські та Ів Монтан. Останній з них, між іншим, взяв участь разом з Лехом Валенсою в щорічному чоловічому паломництві до образу Пресвятої Богородиці Пекарської, який зібрав близько чверті мільйона людей, став фактично найбільшим виборчим мітингом. Збір підписів, необхідних для реєстрації окремих кандидатів у виборчих округах, пройшов без великих проблем. Регіональні комітети громадян були в десятки разів вищими за ліміт в 3000 обмежуючих підписи, позивачі капіталу до Сенату отримували в середньому 80 000 підписів. Тисячі членів профспілки та прихильників долучалися до передвиборчих виборів. Католицька церква надала активну підтримку кандидатам ГК - підтримувалося створення місцевих громадських комітетів, надавалися парафіяльні кімнати та кабінети, була надана можливість збору підписів біля церков, організація виборчих зборів, включаючи релігійні церемонії, з амвона повідомлялося про важливість віддання голосу, а також підтримувались конкретні особи.
Кампанія ГК "Солідарність" фінансувалася з так званих цеглинок виборчого фонду комітетів громадян різних конфесій, а також інших видів пожертв. Продавались виборчі гаджети (включаючи значки та футболки з символікою союзу). Додаткові кошти були отримані від польських організацій діаспори (включаючи Конгрес Польської Америки), використовувались також  гроші, зібрані під час підпільної діяльності.
Проблемою "Солідарності" залишався доступ до ЗМІ, таким чином, виборчі трансляції, які раніше були підпільними, транслювали Радіо "Солідарність". Однак 8 травня почав з’являтися великий тираж (150 000 примірників) Газети Виборчої, головним редактором якого став Адам Міхнік. Її редактори значною мірою покладалися на підпільну команду Тижневик Мазовше . Цей щоденник спочатку зосереджувався на представленні імен та профілів кандидатів "Команди Валенси". Асоціація з часом отримала доступ до радіо- і телевізійних програм, які були професійно підготовлені та користувалися значним інтересом глядачів. ГК отримала доступ до 45-хвилинної щотижневої телевізійної програми (хоча без встановлених годин та каналу мовлення), а також до 23% ефірного часу у щоденній загальнодержавній виборчій смузі. Важливою формою добору виборців до опозиції стало друкування виборчих листівок, що презентували резюме кандидатів які містили гасла, що закликали реалізувати право вибору та брати на себе відповідальність. Варшавський виборчий колектив також розробив гасла для окремих осіб (напр. «Ми не хочемо Ушатого, ми обираємо Лапіцького»). Акцентовано увагу також на розповсюдженні виборчих матеріалів, що містять інструкції для голосування, щоб полегшити акт голосування - на масово продукованих так званих шпаргалках розміщувались лише прізвища кандидатів у ГК, рекомендуючи викреслення їх противників.
Громадський комітет зосередив увагу на заходах для команди своїх кандидатів та на передвиборчій кампанії, що інструктувала щодо принципів належного голосування. Водночас висунув свої вимоги, що містяться головним чином у документі, прийнятому 23 квітня. Програма охоплювала три частини - громадянські права, економіку, умови життя суспільства. Виголошувались гасла щодо прийняття нової конституції як основи для відбудови держави, порушення принципу провідної ролі партії, проведення демократичних виборів, скасування цензури та монополії в засобах масової інформації, відокремлення територіального самоврядування та скорочення військової служби. Вказано на необхідність проведення економічних реформ, включаючи модернізацію сільськогосподарської політики, приватизацію, скорочення витрат на армію та міністерство внутрішніх справ. Також постульовано в тому числі підвищення мінімальних пенсій за віком та втратою працездатності, збільшення фінансування освіти та автономії університетів.
"Солідарність" не проводила офіційної кампанії проти владних кандидатів. Однак голосування проти них, зокрема проти національного списку, трактувалося як вотум недовіри лідерам ПНР. Почали з'являтися листівки та плакати, що містять інструкції щодо голосування проти активістів коаліції, які сприяли відстороненню всіх кандидатів у межах мандатів, відведених для кандидатів від правлячої коаліції. У радіостудії "Солідарність" відповідну інформацію надавав Богдан Томашевський. Детальні інструкції в телестудії "Солідарність" надавав Яцек Федорович, вказуючи, зокрема, на необхідність закреслити кожне ім'я окремо, замість того, щоб робити один хрестик "X" (питання про допустимість перекреслення всіх з одним перекресленим хрестом викликало сумніви, врешті-решт, НВК визнала його допустимим варіантом голосування). 15 травня 1989 року Газета Виборча вказала на потенційні переваги перемоги кандидатів у національний список - автор статті зазначив, що якби ці місця не були заповнені, кількість депутатів громадян може бути пропорційно більшою, ніж максимальна 35%.

### Діяльність влади під час виборчої кампанії

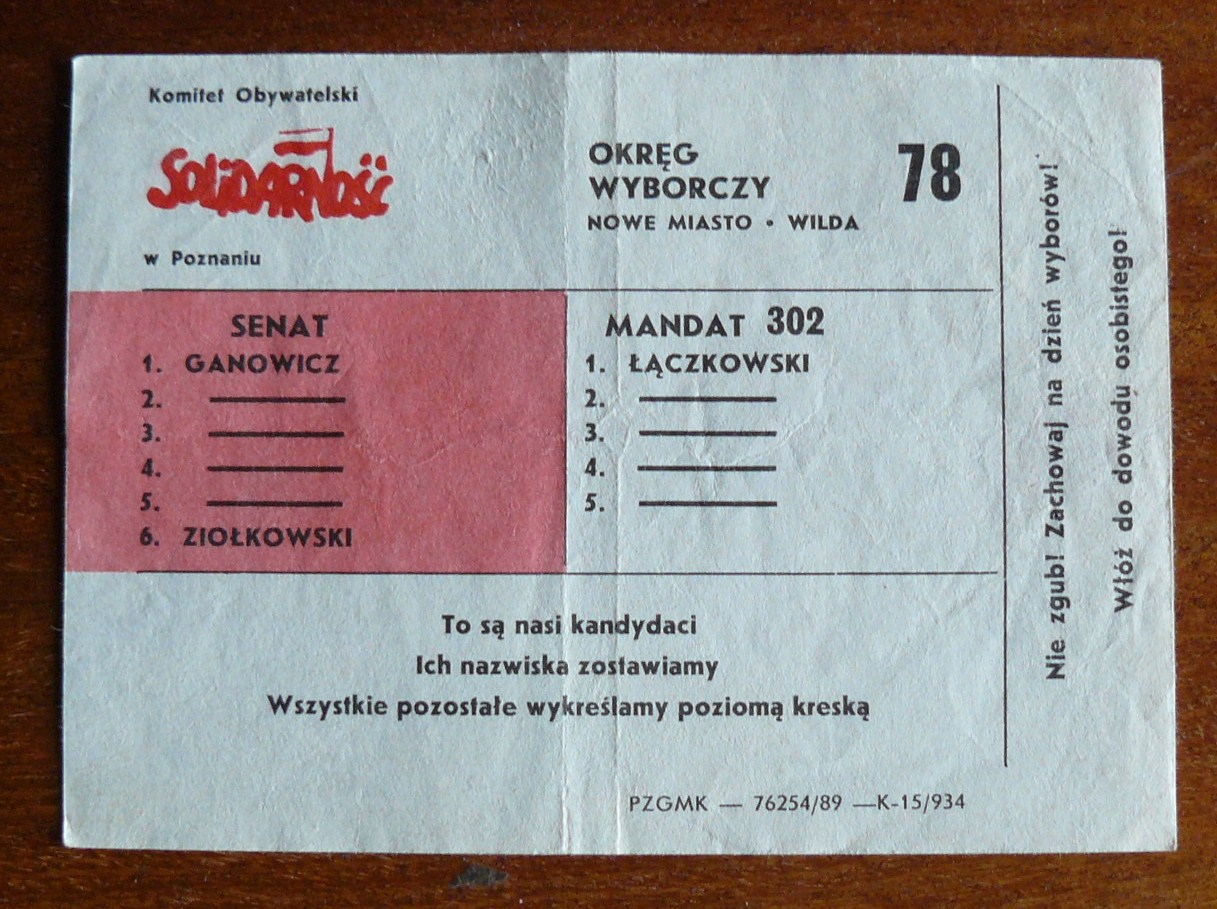
Виборча листівка Громадського комітету у Познані, яка просувала Павла Лочковського до Сейму, а Ришарда Гановича та Януша Зьолковського до Сенату

Під час виборчої кампанії влада проводила різні дії проти опозиційної солідарності. Це проявилося в перешкоді дотримання 35% паритету для безпартійних у виборчих комісіях шляхом висування людей, формально незалежних, але тісно пов'язаних з правлячою коаліцією. Міністерство внутрішніх справ вирішило кілька кругових питань, спрямованих на визначення кандидатів від опозиції, а також коаліційних та незалежних кандидатів з точки зору їхньої підтримки. Офіцерів було запрошено взяти участь у засіданнях опозиції, Воєвудський уряд внутрішніх справ підготував переліки питань, які мали використовуватись для компрометації солідарних кандидатів. Протягом усієї кампанії доходило до зривання плакатів, зокрема поліцейськими та місцевими чиновниками. Для боротьби з опозицією намагалися використовувати цензуру, розповсюдження помилкових виборчих матеріалів (включаючи неправильні вказівки щодо голосування ,що містили різні наклепницькі заяви про профспілку чи кандидатів). Урядові щоденні газети, такі як "Трибуна Люду", "Життя Варшави" та " Солдат Свободи" підготували агресивні статті проти опозиції. Дійшло також до кількох фізичних нападів на причетних до опозиційної кампанії. Провокаційний характер уряду полягав у відхиленні заяви про перереєстрацію Незалежної студентської асоціації.
TVP використовувався для дії проти опозиції - готувались пропагандистські телевізійні репортажі, спрямовані на кандидатів або членів їхніх сімей. Цензура вирізала сцену з матеріалу, підготовленого виборчою студією ГК, де Яцек Федорович показав, як викреслити весь національний список. Це не завадило редакції TVP показати підготовлену репліку, яка сильно критикувала ніколи не трансльований фрагмент. Влада вважала опозиційну кампанію "Солідарності" конфронтаційною, навіть трансляція телепрограми "Солідарність", підготовлена 23 травня, була припинена через нібито наявність "контенту, що шкодить ідеї національної згоди". Ці випадки та нерівний доступ до засобів масової інформації були темами розгляду діяльності інтервенційного комітету, що діяв в рамках Координаційного комітету соціальних та коаліційних партій.
Оперативна діяльність служби безпеки, окрім «Солідарності», охоплювала й інші опозиційні групи, зокрема КПН (наприклад, 10 квітня було затримано кілька десятків активістів конфедерації).
В таборі влади під час виборчої кампанії підтримувався оптимістичний підхід до виборів. Партійний аналіз це підтвердив. Передбачалося, що результат виборів зміцнить коаліцію в державі. Згмунт Цажастий, один із секретарів воєводства, вважав, що практично всі невизначені будуть голосувати згідно з розпорядком влади. Він навіть зазначив, що при очікуваній поразці "Солідарності" Захід може визнати вибори зманіпульованими. Лише за кілька днів до виборів було підготовлено документ, що містить два негативні варіанти - один припускав, що опозиція здобула понад 70 місць у сенаті, а 35% місць у сеймі було відхилено як малоймовірне. Також спосіб побудови національного списку, який мав би захищати інтереси лідерів малих союзників ПОРП, вказував на нерозуміння владою загрози, пов'язаної з виборами.

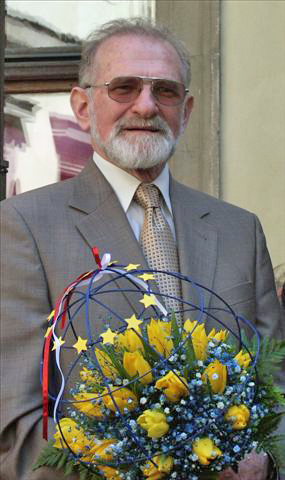
Броніслав Геремек, кандидат в депутати від парламенту, після виборів очолив Громадський парламентський клуб

## Період виборів

### Перший тур виборів (4 червня 1989 року)

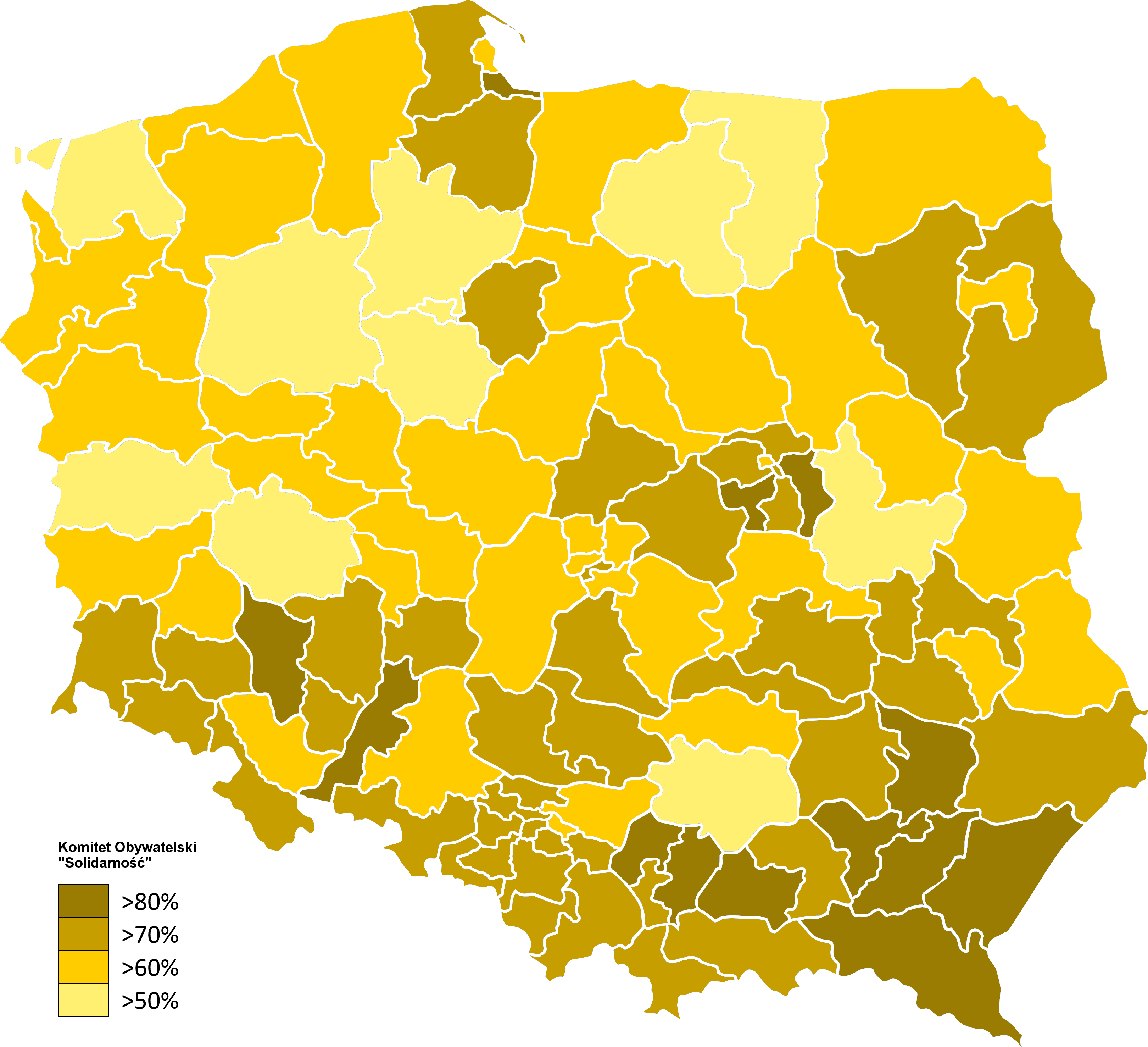
Підсумки кандидатів ГК "Солідарність" від виборчих округів до Сейму

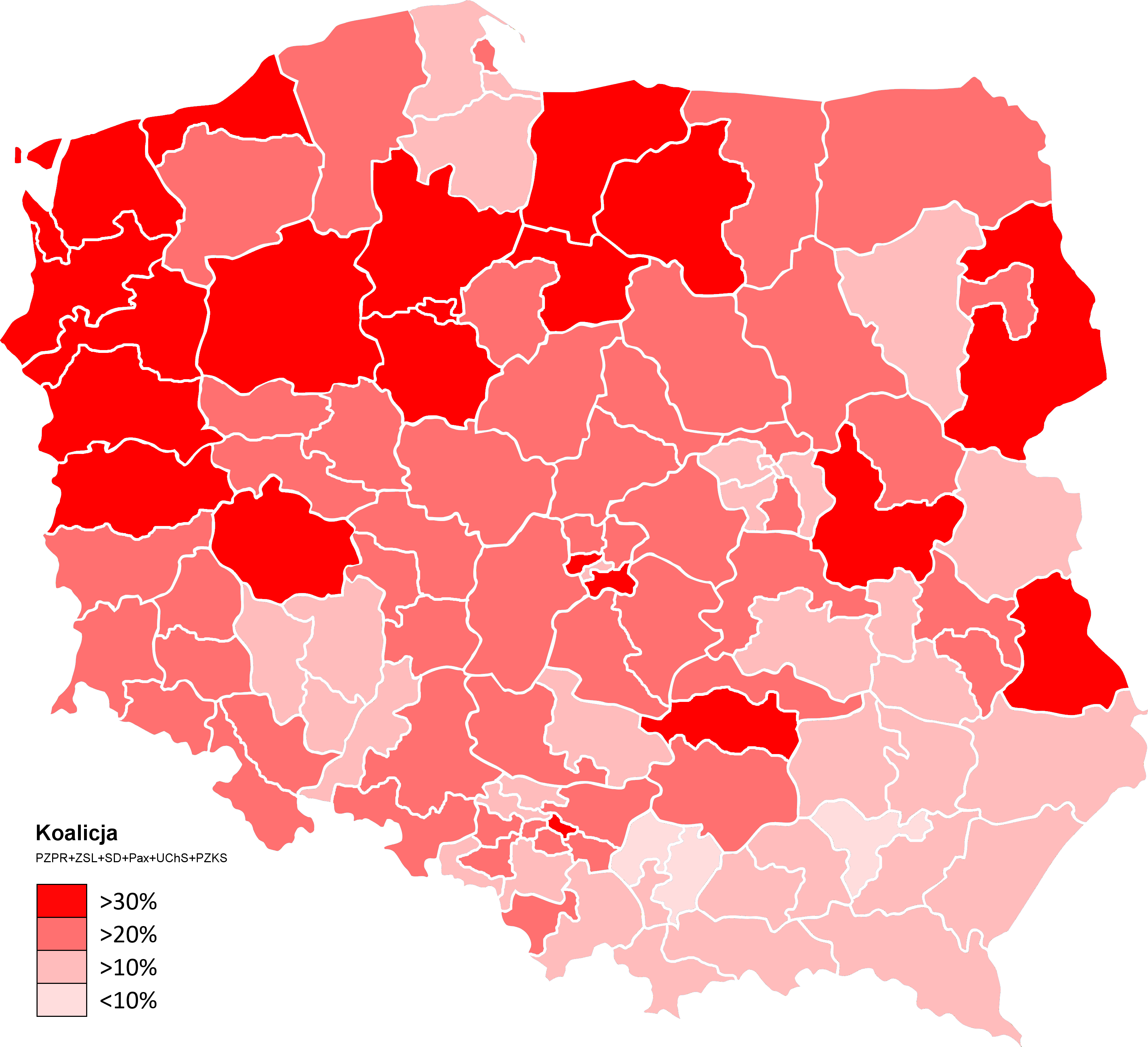
Підсумкові результати урядових кандидатів, які претендували на місця для безпартійних кандидатів на виборах до Сейму

Голосування 4 червня 1989 року принесло явну перемогу солідарній опозиції і водночас руйнівну поразку комуністичної влади.
У першому турі представники Громадського комітету вибороли 160 з 161 депутатських місць для безпартійних кандидатів. Більшість у своїх округах отримали підтримку від 60 до 80%, рекордний результат (89,3%) отримав Мечислав Гіл. Останній із кандидатів на солідарність (в районі Іновроцлав), який не перевищив межу 50%, перейшов до другого туру . Голосування за Сенат було таким же успішним і для Солідарності. 92 його представники вибороли місця (Зофія Куратовська отримала найвищу підтримку на рівні 82,47%), інші вісім (у двох воєводствах по два кандидати та в чотирьох воєводствах по одному кандидату) не перевищили необхідного порогу, але перейшли до другого туру. Вони включали, серед інших Цезарія Йозефяка, конкуруючи з відомим журналістом Яном Плоценнічаком, Олександром Пашинським, що протистояв братом Предстоятеля Юзефа Глімпа, а також Яном Юзефом Ліпським, опонента якого підтримали католицьке духовенство.
Результати представників влади виявилися вражаюче невдалими. З кандидатів у національний виборчий список лише двоє з 35 осіб трохи перевищили поріг у 50% дійсних голосів та отримали місця - це були професори Міколай Козакевич (ОНП) та Адам Зелінський (ПОРП). 32 людини отримали від 40 до 49% голосів, тоді як поріг у 40% не був перевищений Казимежем Барчіковським. Урядова коаліція не отримала жодного місця в Сенаті. Необхідну більшість голосів (понад 50%) на виборах до Сейму отримали лише три особи - Тереза Ліщ та Владислав Шабінський із ОНП та Мар’ян Червінський від ПОРП, неофіційно підтримувані "Солідарністю". У зв’язку з перемогою Владислава Жабінського та Мар'яна Червінського, Дембіца стала єдиним виборчим округом, в якому через заповнення всіх депутатів та сенаторських місць при голосуванні 4 червня не було необхідності проводити другий тур.
У решти 261 мандата для коаліційних груп жоден з їхніх кандидатів не отримав більше 50% дійсних голосів. Тому двоє людей з найбільшою підтримкою пройшли у другий тур. Відповідно до виборчого закону, голосування зі знятими прізвищами залишалося важливим голосом, який враховувався при визначенні результату виборів. Виявилося, що в переважній більшості випадків сума голосів, поданих за окремих кандидатів на певне місце в Сеймі, не перевищувала 50%, а люди з підтримкою в декілька чи декілька десятків  відсотків пройшли до другого туру. Лише 25 кандидатів отримали підтримку на рівні 30-40%, і лише п’ять отримали понад 40% голосів - найкращий результат (48,5%) зафіксував Єжи Моджежевський з ПОРП, член влади першої "Солідарності", кампанію якої проводив Громадський комітет до другого туру виборів.
Поразкою закінчився також старт представників опозиції з поза групи ГК "Солідарність", жоден з яких не був обраний до Сейму чи Сенату.

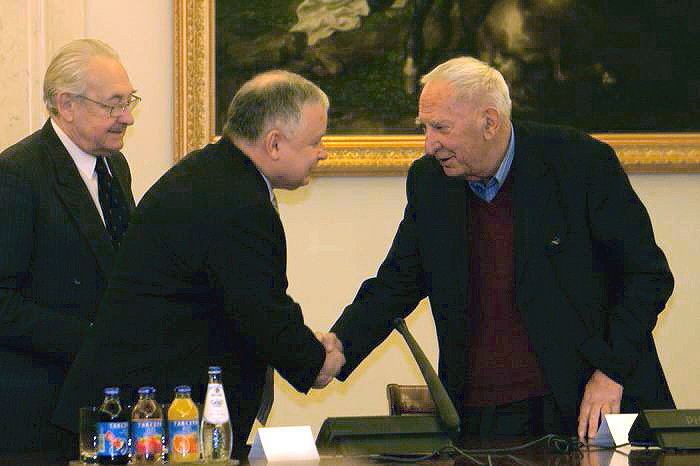
Анджей Вайда, Лех Качиньський та Густав Голоубек 4 червня 1989 року як представники опозиції вибороли сенаторські місця

Явка у першому турі склала 62% - у голосуванні взяли участь близько 17 мільйонів громадян що мали право голосу. Цей результат вважався низьким і став несподіванкою як правлячої коаліції, так і солідарної опозиції. Низька явка була зафіксована в Лодзинському (53,28%) і Радомському (55,51%) воєводствах. Воєводства Ряшівське (71,52%) та Лешненське (70,62%) були рекордними в цьому відношенні. Був також досить високий відсоток недійсних голосів - від 7% у Зеленій Гурі до 24% у Лешно. Це було пов'язано зі складною процедурою виборів. Виборці отримали від чотирьох до семи бюлетенів (2-5 в окрузі до Сейму, одне із національним виборчим списком та одне до Сенату). Крім того положення вимагають щоб від виборця було внесено відповідну кількість викреслень для обгрунтованості голосування - на попередніх "виборах" (до 1988 року включно), якщо не було зроблено жодних вилучень, це означало прийняття всіх кандидатів. У 1989 році відхилений раніше практичний принцип «рівномірності голосування за всіх кандидатів» був відхилений .

### Період між виборчими турами

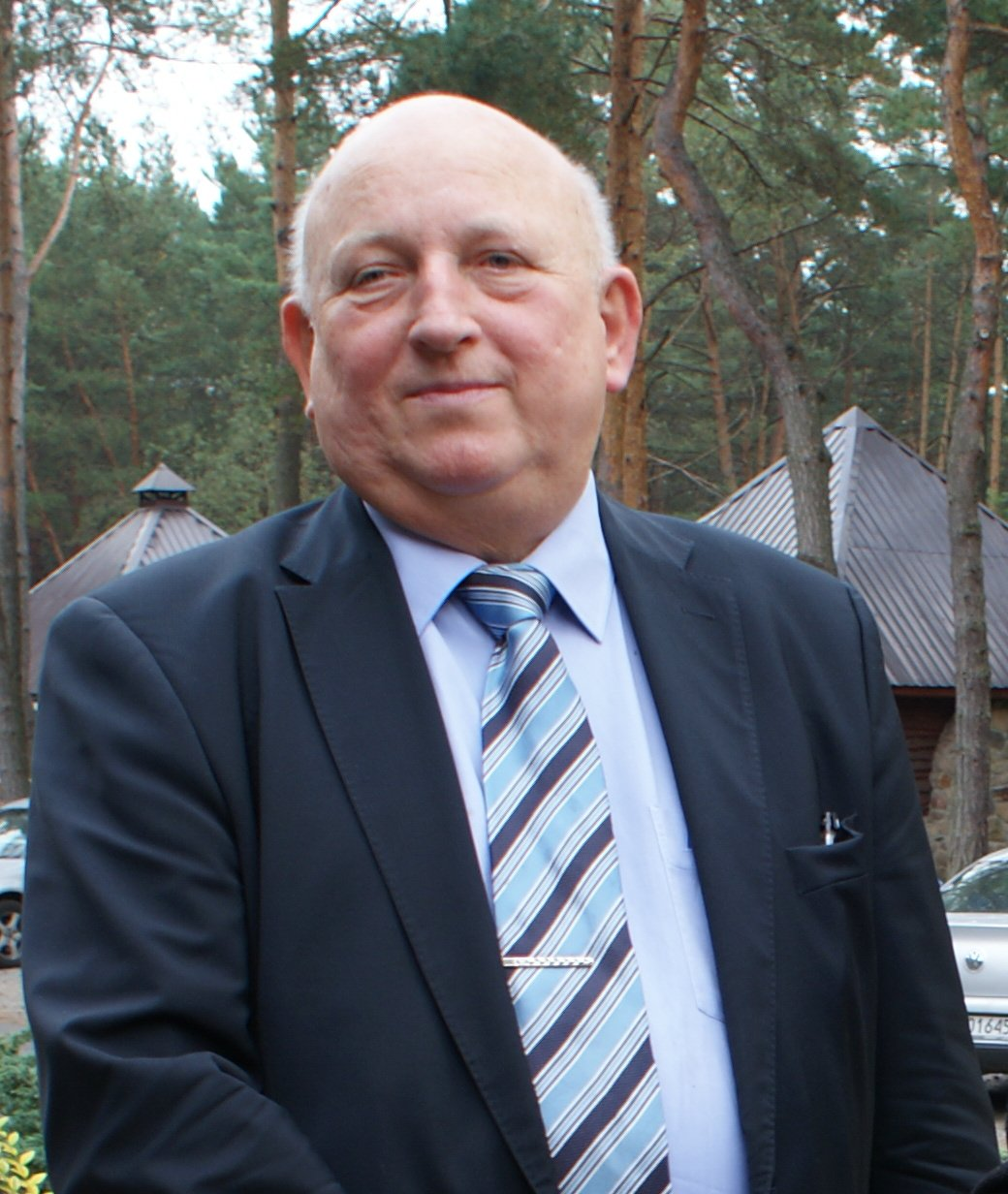
У другому турі Юзеф Олекси (ПОРП) отримав одне з місць, передане з національного списку до районів. У Третій Республіці Польщі він виконував, серед іншого функції спікера Сейму, прем'єр-міністра та голови посткомуністичної СДЛС

Результати виборів 4 червня здивували комуністичну владу. Виборча поразка коаліції стала однією з головних тем нарад основних органів ПОРП. Поразка призвела до краху настроїв серед членів комуністичної партії, які звинувачували керівництво ПОРП у своїх масштабах. Мечислав Раковський назвав провал національного списку "потужним ударом", який "перевернув увесь запланований баланс сил догори дном у Сеймі".
Вибори 4 червня зацікавили західні ЗМІ. Інформація про результат голосування в комуністичній країні стала однією із світових сенсацій, в титульних заголовках в газетах, що збігаються з різаниною на площі Тяньаньмен у Пекіні та смертю Рухолли Хомейні. Виборча кампанія та результати виборів також спостерігали дипломати - Посол США Джон Р. Девіс у відповідь на поразку кандидатів влади від національного списку, незважаючи на деякі заклики Леха Валенси щодо поміркованого переходу до державного секретаря, висловив стурбованість можливою нестабільністю політичної ситуації в Польщі.
6 червня представники "Солідарності" (Броніслав Геремек, Тадеуш Мазовецький), священнослужителі (Броніслав Домбровський, Алоїзій Оршулік) та урядовців (Станіслав Ціосек, Анджей Гдула, Чеслав Кіщак) під час яких опозиція не заперечувала попередньо узгодженого розподілу місць. 8 червня було організовано засідання двосторонньої  комісії примирення, на якій Чеслав Кіщак атакував Леха Валенсу, звинувачуючи його у заклику до відсторонення кандидатів від партії коаліції, що він вважав проявом недотримання домовленостей Круглого столу. Тоді було запропоновано скасувати голосування за національний виборчий список та повторити голосування за нього у другому турі, проти чого рішуче виступив Адам Міхнік. Це питання залишалося вирішальним - враховуючи поразку 33 осіб у національному списку, існує юридична неможливість заповнити ці місця, оскільки виборчий закон не передбачав подальшого курсу в цьому відношенні. Партія солідарності не заперечувала проти зміни виборчого закону та передачі цих мандатів до округів, призначених виключно для кандидатів у коаліційні партії. Рішення з цього приводу було покладено на Державну раду, яка 12 червня 1989 року видала указ про внесення змін до виборчого закону та резолюцію про створення 33 нових місць у виборчих округах (пронумерованих від 426 до 458, призначених лише для кандидатів шести організацій, що утворюють ПРОН). Це рішення залишалося спірним - відбулася зміна правил виборів під час їх тривалості, що трактувалося як небезпечний прецедент. Прихильники компромісу на стороні "Солідарності", однак, наголошували на необхідності проявити доброзичливість до іншої сторони, і було зазначено, що впертість у цьому відношенні може дати комуністам привід скасувати вибори. За кожен з нових мандатів змагалося по два представники даної групи, для яких було призначено це місце; та на старт не зважився жоден з тих що програв із національного списку (єдиним, хто зареєструвався, був Веслав Ґвіждж з ПОРП, але ця реєстрація була скасована, оскільки вона порушувала змінені положення).
Результати першого туру також були несподіванкою для опозиції, перевищивши її найбільш оптимістичні очікування. Однак Громадянський комітет та "Солідарність" пом'якшували тріумфальну та конфронтаційну риторику, побоюючись погроз та реакції зі сторони режиму. Перемога демократичних кандидатів збіглася з подіями в Китаї, що спровокувало пошук аналогії. Опозиція долучилася до кампанії інших своїх кандидатів, організуючи, серед інших мітинг багатьох тисяч у Радомі. Громадянські комітети також активно почали підтримувати деяких кандидатів у коаліцію, виправдовуючи це можливістю вибору кращих представників, з якими співпраця в новому сеймі буде легшою. Понад 70 людей отримали підтримку від регіональних організацій з охорони здоров'я та інших груп солідарності. Анджей Братковський, Тадеуш Фішбах, Марчін Свенчицький, Казімєж Уяздовський), близько 55 з яких отримали депутатські місця. Що стосується деяких кандидатів, то ця підтримка складалася, серед іншого, на друці листівок та їх силуетів у "Газеті Виборчій".
| Ні. | Район виборчий          | Призначення мандатів |
| --- | ----------------------- | -------------------- |
| 1   | Варшава-Середмістя      | "Пакс"               |
| 4   | Варшава-Воля            | ХСУ                  |
| 5   | Варшава-Жолібож         | ПОРП                 |
| 8   | Біла Підляська          | ПОРП                 |
| 13  | Бидгощ                  | ПОРП                 |
| 14  | Хойніце                 | "Пакс"               |
| 16  | Холм                    | ОНП                  |
| 24  | Вейгерово               | ДС                   |
| 25  | Ґожув-Велькопольський   | ХСУ                  |
| 29  | Каліш                   | ПОРП                 |
| 30  | Острув Великопольський  | ПОРП                 |
| 34  | Явожно                  | ПКСС                 |
| 40  | Рибник                  | ПОРП                 |
| 41  | Водзіслав-Шльонський    | ПОРП                 |
| 46  | Кошалін                 | ПОРП                 |
| 47  | Щецинек                 | ПОРП                 |
| 48  | Краків-Середмістя       | ОНП                  |
| 56  | Красник                 | ПОРП                 |
| 57  | Пулави                  | ОНП                  |
| 59  | Ломжа                   | ПОРП                 |
| 61  | Лудзь-Середмістя        | ПОРП                 |
| 65  | Новий Торг              | ПОРП                 |
| 71  | Остроленка              | ОНП                  |
| 73  | Пйотркув Трибунальський | ДС                   |
| 75  | Плоцьк                  | ОНП                  |
| 76  | Кутно                   | "Пакс"               |
| 82  | Білобжегі               | ДС                   |
| 84  | Мелець                  | ПОРП                 |
| 86  | Седльце                 | ОНП                  |
| 96  | Тарнів                  | ОНП                  |
| 98  | Торунь                  | ОНП                  |
| 100 | Валбжих                 | ПОРП                 |

### Другий тур виборів (18 червня 1989 року)
Повторне голосування відбулося відповідно до календаря виборів 18 червня 1989 року. Під час другого туру обрано 295 депутатів та вісім сенаторів.

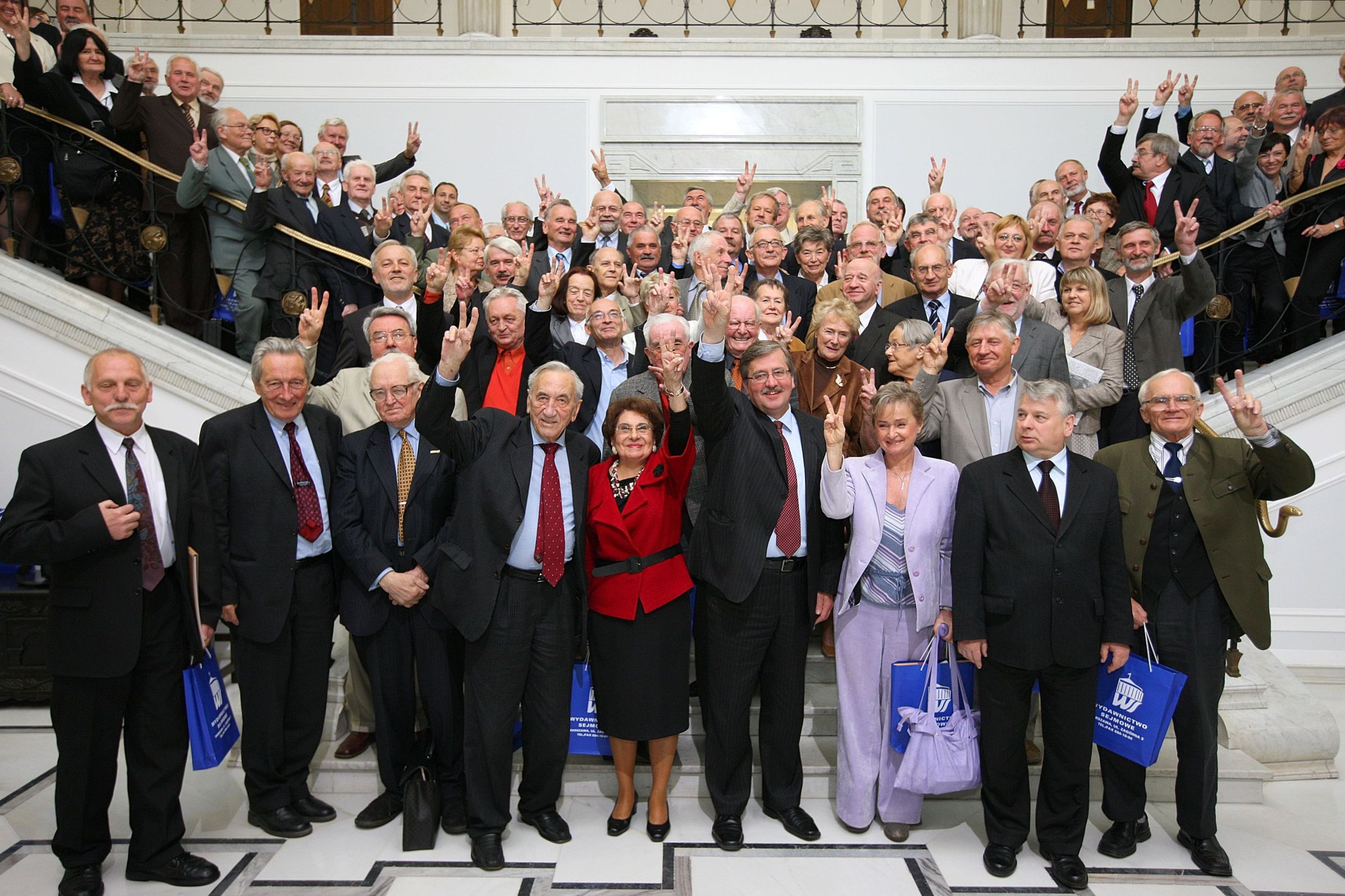
Зустріч колишніх депутатів Громадянського парламентського клубу з Тадеушем Мазовецьким, Броніславом Коморовським та Богданом Борусевичем, маршалами Сейму 6-го терміну та Сенату 7-го терміну (2009 р.)

Анджей Вибранський з Громадського комітету виграв останнє з безпартійних місць у нижній палаті, доступних кандидатам. Також було завершено відбір 294 місць для урядового пулу - 33 місця, передані між раундами з національного списку до виборчих округів, і 261 місце, в якому рішення не було прийняте 4 червня, було заповнене. Місця в сеймі заповнювали ПОРП (171), ОНП (73), ДС (27) та конфесійні християнські групи (23) . В голосуванні перемогла злагоджена більшість кандидатів, підтриманих локальними комітетами громадян. Багато кандидатів, особливо ПОРП, виявились погано пізнаваними виборцями - у результаті лише двоє членів (Маріан Оржеховський, Івона Любовська) та один заступник (Збігнев Соботка) Політичне бюро ЦК ПОРП), при чому всі троє виступали кандидатами лише після першого туру (у рамках нового розподілу 33 місць з національного списку).
В результаті виборів до Сенату Громадянський комітет отримав ще 7 місць. Другий сенаторський мандат у Пільському воєводстві отримав Генрик Стоклоса, формально незалежний підприємець, що користується підтримкою правлячої коаліції. Єдиним кандидатом Громадянського комітету, який програв вибори, був Пйотр Баумгарт. Всупереч теоріям що з’явилися пізніше, він не був єдиним кандидатом у Громадського комітету, який не мав спільної фотографії з Лехом Валенсою (більше 20 кандидатів у ГО не мали фотографій з пізнішим президентом).
Голосування у другому турі не викликало особливого інтересу у громадян . Їх явка становила 25% (із понад 27 мільйонів, які мають право голосу). Залежно від району вона становила від 14% (Красьнік) до 35% (Варшава-Середмістя). Він був порівняно більшим в тих округах, де кандидати в коаліцію чи представники коаліції відкрито підтримували громадянські комітети.

## Розподіл місць та термін проведення виборів
| Виборчий список                         | Депутати | Сенатори |
| --------------------------------------- | -------- | -------- |
| Польська об'єднана робітнича партія     | 173      | 0        |
| Громадянський комітет солідарності      | 161      | 99       |
| Об'єднана народна партія                | 76       | 0        |
| Демократична партія                     | 27       | 0        |
| Асоціація "Пакс"                        | 10       | 0        |
| Християнський соціальний союз           | 8        | 0        |
| Польська Католицька Соціальна Асоціація | 5        | 0        |
| Незалежні                               | 0        | 1        |
| Разом                                   | 460      | 100      |

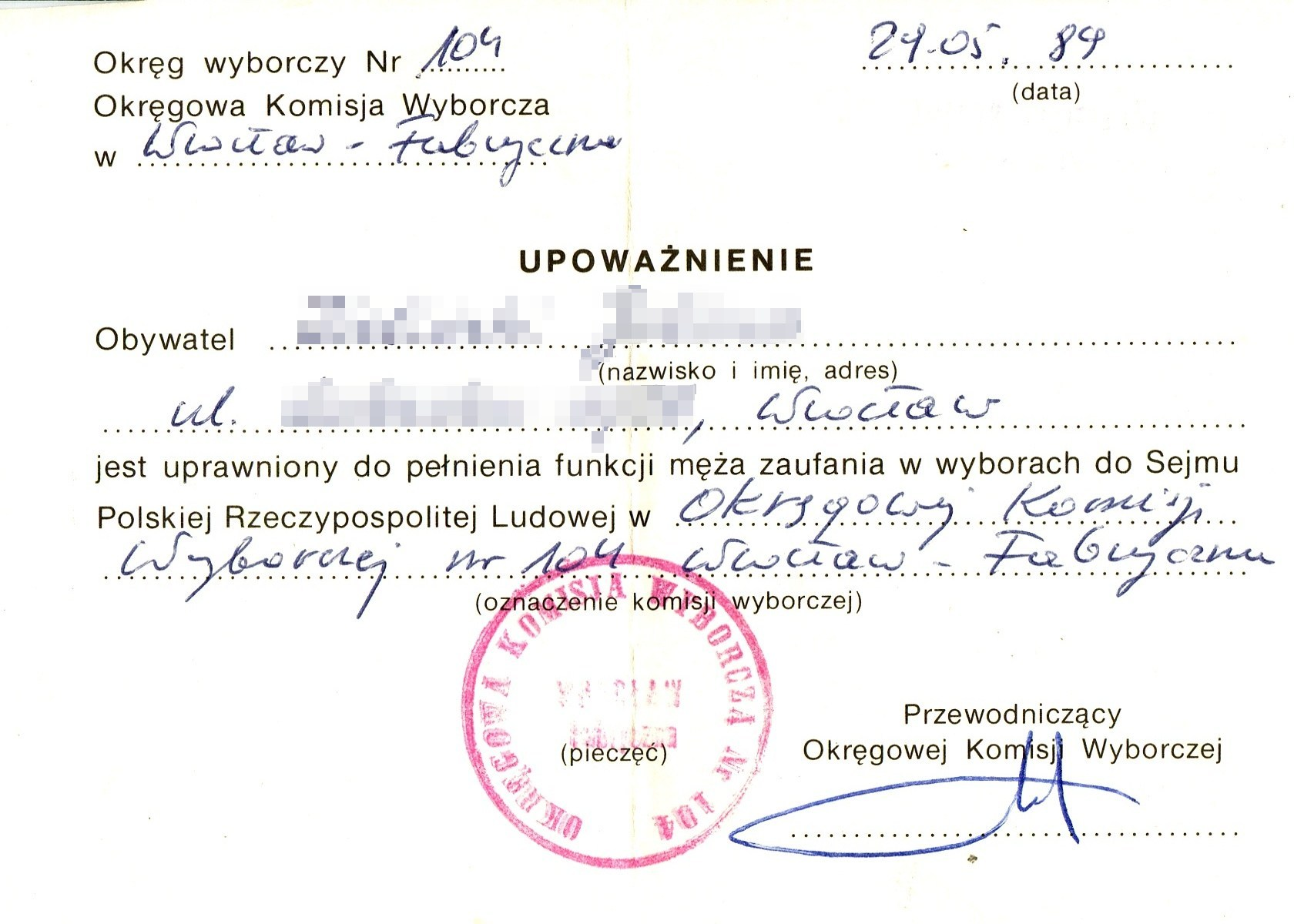
Дозвіл довіреної особи - довірені особи від ГК відігравали важливу контрольну роль під час роботи виборчих комісій

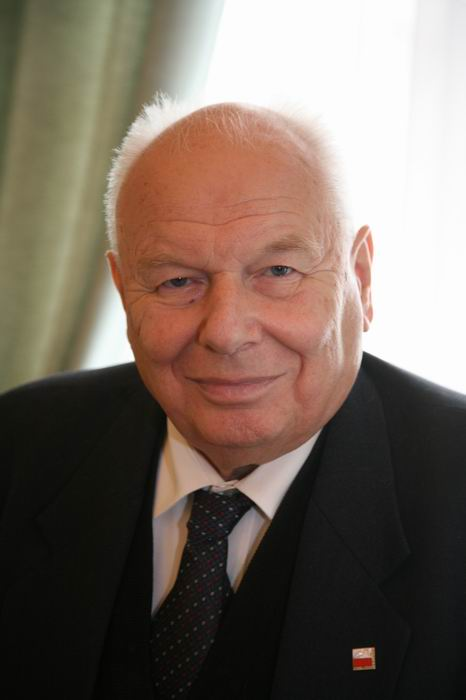
Професор Анджей Стельмаховський (ГК "Солідарність") після перемоги на виборах став спікером Сенату

23 червня депутати та сенатори від ГК "Солідарність" об'єдналися в Громадський парламентський клуб, який очолює Броніслав Геремек. 4 липня обидві палати парламенту зібралися на вступних засіданнях - спікером Сейму став Міколай Козакевич з ОНП, а Анджея Стельмаховського з ОКП обрано спікером сенату.
5 липня 1989 року Сейм та Сенат прийняли постанови про встановлення обґрунтованості виборів депутатів та сенаторів відповідно. 1 грудня 1989 року через звернення уваги до виборчих протестів, скасовано обрання депутата ПКСС у Гдині Маряна Шатибелькі. Це було викликано тим, що до другого туру виборів його опонент був виключений з ПКСС і таким чином вилучений з виборчих карток - що суперечило ст. 78 розділу 5 виборчого закону до Сейму Народної Республіки Польща, в якій зазначено, що на повторне голосування в межах мандату повинні боротися 2 особи. Маріан Шатибелко виграв допоміжні вибори 11 лютого 1990 року.
Ще до першого засідання Сенату необхідно було скликати перші допоміжні вибори до верхньої палати - 29 червня 1989 року, перш ніж скласти присягу, оскільки Гжегож Бялковський помер.

## Наслідки та важливість вибору
Масштаб перемоги солідарної опозиції та одночасний ступінь поразки комуністичної влади призвели до абсолютно нової політичної ситуації. Як результат, і особливо через падіння національного списку, більшість провідних діячів табору влади опинилися поза парламентом. Лідер комуністів Войцех Ярузельський був остаточно обраний Національними Зборами Президентом більшістю в один голос. Однак, запропонований ним як прем'єр-міністр Чеслав Кіщак з Польської об'єднаної робітничої партії не зміг створити кабінет. Це дало можливість сформувати коаліцію між ОКП та ОНП і ДС, а потім створити перший некомуністичний уряд на чолі з Тадеушем Мазовецьким, який прийшов із "Солідарності". Вибори, які інодічасто вважалися найважливішою подією року в Польщі , виявилися ключовою подією падіння комуністичного режиму, прискорення політичних реформ і, отже, народження Третьої Польської Республіки. Парламент, що склався, в тому ж році прийняв пакет 10 економічних законів, підготовлених віце-прем'єр-міністром Лешеком Бальцеровичем, а також знову вніс зміни до конституції, в тому числі  виключивши положення про керівну роль ПОРП та зміну назви країни з Народної Республіки Польща на Республіку Польща.
Червневі вибори та встановлення першого суверенного уряду в Польщі після Другої світової війни, також на міжнародній арені, вважаються сигналом для інших країн Центральної та Східної Європи, а також ключовою подією до перебігу Осені народів.

## Відзначення виборів

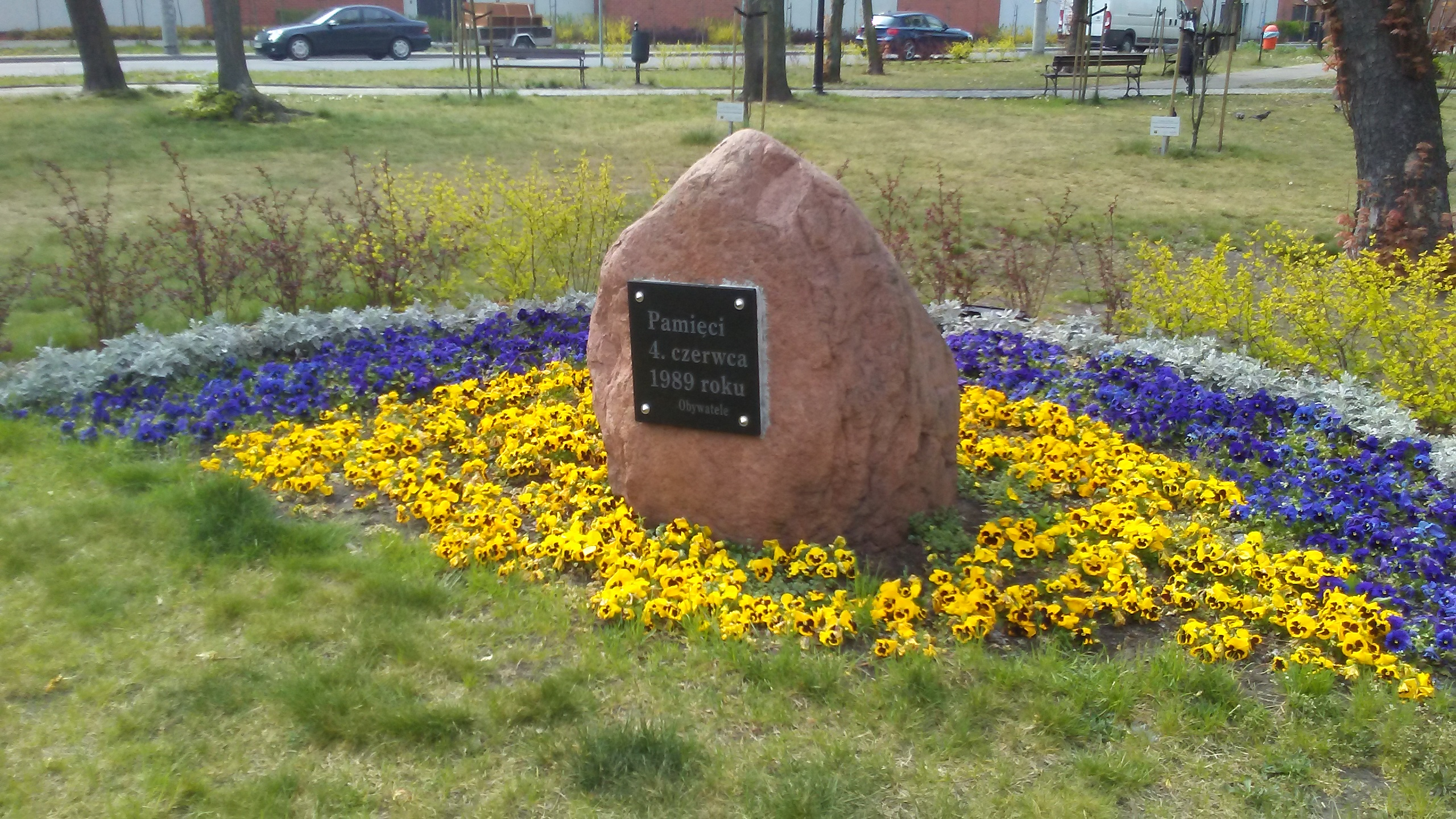
Пам'ятний валун з табличкою на площі ім. 4 червня 1989 року в Томашові-Мазовецькому

24 травня 2013 року Сейм Республіки Польща VII каденції призначив 4 червня Днем свободи та громадянських прав. 18 грудня 2013 року Сенат Республіки Польща встановив 25-ту річницю договірних виборів як рік відродження Сенату в Польщі.
У 2009 році з нагоди 20-ї річниці виборів Національний банк Польщі випустив пам'ятну монету номіналом 25 злотих, виготовлену із золотим дзеркальним штампом. Того ж року Poczta Polska ввела в оббіг марку в блоці, що вшанував голосування.
Для відзначення виборів 4 червня 1989 року було названо кільце у Вроцлаві (2018) та на кордоні Гданська та Сопоту (2019), а також проспект у Варшаві (2014) та сквери у Томашові-Мазовецькому (2009) та Познані (2019).

## Зовнішні посилання
- Archiwum. Архів оригіналу за 28 травня 2020. Процитовано 11 травня 2020.
- Senat I kadencji. Архів оригіналу за 30 грудня 2019. Процитовано 11 травня 2020.
- „Wyniki wyborów były pewnym zaskoczeniem” – MSZ upublicznia szyfrogramy dotyczące wyborów 4 czerwca 1989 r. 2 czerwca 2014. Архів оригіналу за 16 липня 2015. Процитовано 11 травня 2020.
- Czerwiec 1989: Polska droga do wolności.